# Tvebo baldrian
Tvebo baldrian (Valeriana dioica) er en flerårig plante i gedeblad-familien. Han- og hunblomster findes på forskellige planter.

## Beskrivelse
Tvebo baldrian er en 10-40 centimeter høj urt med stilkede, hele grundblade og stængelblade, der er fjersnitdelte med et stort endeafsnit (lyreformede). Planten er tvebo. Hanplanterne har forholdsvis store, blegrøde blomster i en halvskærmlignende stand. Hunplanterne har små hvide eller blegrøde blomster i en hovedformet sammentrængt stand, hvis grene dog forlænges under frugtmodningen. Bægeret på hunblomsten udvikles ved frugtmodning til en fnok med fjerformede stråler.

## Udbredelse
Arten er hjemmehørende i Europa.
I Danmark findes tvebo baldrian hist og her på enge og i kær. Blomstringen sker i maj og juni.